# Garrison (Iowa)
Garrison és una població dels Estats Units a l'estat d'Iowa. Segons el cens del 2000 tenia 413 habitants.

## Demografia
Segons el cens del 2000, Garrison tenia 413 habitants, 159 habitatges, i 113 famílies. La densitat de població era de 637,8 habitants/km².
Dels 159 habitatges en un 32,7% hi vivien nens de menys de 18 anys, en un 58,5% hi vivien parelles casades, en un 11,3% dones solteres, i en un 28,9% no eren unitats familiars. En el 25,2% dels habitatges hi vivien persones soles el 10,1% de les quals corresponia a persones de 65 anys o més que vivien soles. El nombre mitjà de persones vivint en cada habitatge era de 2,6 i el nombre mitjà de persones que vivien en cada família era de 3,16.
Per edats la població es repartia de la següent manera: un 28,6% tenia menys de 18 anys, un 7,7% entre 18 i 24, un 27,6% entre 25 i 44, un 24,5% de 45 a 60 i un 11,6% 65 anys o més.
L'edat mediana era de 36 anys. Per cada 100 dones de 18 o més anys hi havia 95,4 homes.
La renda mediana per habitatge era de 187.485 $ i la renda mediana per família de 215.983 $. Els homes tenien una renda mediana de 205.423 $ mentre que les dones 164.824 $. La renda per capita de la població era de 126.857 $. Entorn del 10,5% de les famílies i el 13% de la població estaven per davall del llindar de pobresa.

## Poblacions més properes
El següent diagrama mostra les poblacions més properes.